# Sasdrist
Sasdrist (ukrainisch Заздрість; russisch Заздрость Sasdrost, polnisch Zazdrość) ist ein Dorf im Zentrum der ukrainischen Oblast Ternopil mit etwa 900 Einwohnern (2001).

## Geografische Lage
Das Dorf liegt auf einer Höhe von 330 m am Ufer der Tjucha (Тюха), einem 10 km langen, rechten Nebenfluss des Seret, 16 km südwestlich vom Gemeindezentrum Mykulynzi, 21 km nordwestlich vom ehemaligen Rajonzentrum Terebowlja und 35 km südlich vom Oblastzentrum Ternopil.

## Geschichte
Das erstmals 1785 schriftlich erwähnte Dorf gehörte bis 1918, mit Unterbrechung zwischen 1810 und 1815, als es Teil des Tarnopoler Kreises innerhalb des Russischen Kaiserreiches war, unter seinem polnischen Namen Zazdrość zum österreichischen Kronland Königreich Galizien und Lodomerien.
Nach dem Ende des Ersten Weltkrieges lag das Dorf kurz in der Westukrainischen Volksrepublik, bevor es nach dem Polnisch-Ukrainischen Krieg an die Woiwodschaft Tarnopol der Zweiten Polnischen Republik kam. Während des Zweiten Weltkriegs war es zwischen 1939 und 1941 von der Sowjetunion und anschließend bis 1944 vom Deutschen Reich besetzt und hier in den Distrikt Galizien zugeordnet. Nach Kriegsende fiel das Dorf an die Ukrainische SSR innerhalb der Sowjetunion und nach deren Zusammenbruch wurde Sasdrist 1991 Bestandteil der unabhängigen Ukraine.

## Verwaltungsgliederung
Am 12. August 2015 wurde das Dorf ein Teil der Siedlungsgemeinde Mykulynzi im Rajon Terebowlja, bis dahin bildete es die Landsratsgemeinde Sasdrist (Заздрівська сільська рада/Sasdriwska silska rada) im Norden des Rajons Terebowlja.
Am 17. Juli 2020 wurde der Ort Teil des Rajons Ternopil.

## Söhne und Töchter der Ortschaft
- Jossyf Slipyj (1892–1984), Erzbischof von Lemberg, Großerzbischof der ukrainischen griechisch-katholischen Kirche und ein Kardinal der römisch-katholischen Kirche